# کریستا کوهلر
کریستا کوهلر (آلمانی: Christa Köhler؛ زادهٔ ۱۸ اوت ۱۹۵۱) شیرجه‌رو اهل آلمان بود.
وی در مسابقات کشوری و بین‌المللی در مجموع برندهٔ ۲ مدال طلا، ۱ مدال نقره شده‌است.